# Гросэберсдорф
Гросэберсдорф (нем. Großebersdorf) — коммуна (нем. Gemeinde) в Австрии, в федеральной земле Нижняя Австрия. 
Входит в состав округа Мистельбах.  Население составляет 2220 человек (на 31 декабря 2005 года). Занимает площадь 18,02 км². Официальный код  —  31614.

## Политическая ситуация
Бургомистр коммуны — Йозеф Крист (АНП) по результатам выборов 2005 года.
Совет представителей коммуны (нем. Gemeinderat) состоит из 21 места.
- АНП занимает 15 мест.
- СДПА занимает 5 мест.
- АПС занимает 1 место.